# (8888) Tartaglia
(8888) Tartaglia es un asteroide perteneciente al cinturón de asteroides, descubierto el 8 de julio de 1994 por Eric Walter Elst desde el Sitio de Observación de Calern, Caussols, Francia.

## Designación y nombre
Designado provisionalmente como 1994 NT1. Fue nombrado Tartaglia en honor al matemático, ingeniero y topógrafo italiano Niccolo Fontana Tartaglia. Conocido por su traducción en 1543 de los Elementos de Euclides al italiano, su obra más famosa es Trattato di numeri et misure. Proporcionó una formulación muy elegante para el volumen del tetraedro, incluidos los tetraedros irregulares.

## Características orbitales
Tartaglia está situado a una distancia media del Sol de 2,708 ua, pudiendo alejarse hasta 2,963 ua y acercarse hasta 2,453 ua. Su excentricidad es 0,094 y la inclinación orbital 14,10 grados. Emplea 1628,54 días en completar una órbita alrededor del Sol.

## Características físicas
La magnitud absoluta de Tartaglia es 13,2. Tiene 14 km de diámetro y su albedo se estima en 0,052.